# 비금초등학교 비금서분교
비금초등학교 비금서분교는 대한민국 전라남도 신안군에 있었던 공립 초등학교이다.

## 연혁
- 1946년 12월 3일 비금서국민학교 개교
- 1967년 4월 1일 도서벽지학교 '을'급 지정
- 1986년 1월 1일 도서벽지학교 '나'급 조정
- 1996년 3월 1일 비금서초등학교 개칭
- 2001년 1월 1일 도서벽지학교 '다'급 조정
- 2002년 3월 1일 비금초등학교 비금서분교장 격하 편입
- 2009년 3월 1일 폐교 및 비금초등학교 통폐합